# Accidente del avión F-18 en San Diego de 2008
El accidente del avión F-18 en San Diego fue el accidente del F/A-18D Hornet en un suburbio residencial de San Diego, California el 8 de diciembre de 2008.  El piloto, de la VMFAT-101, 	
era el único tripulante a bordo del avión de dos asientos; él fue eyectado correctamente, aterrizando en un árbol.  El jet se estrelló en el barrio de University City en 4406 y 4416 Cather Ave, destruyendo completamente dos casas y dañando gravemente a otra. Un total de 4 residentes en una casa, dos mujeres y dos niños, murieron en el accidente.
En los reportes iniciales se dijo que el dramático incidente se produjo poco antes del mediodía del lunes cuando un avión de combate del cuerpo de Marines después de despegar del portaaviones USS Abraham Lincoln, realizaba unas prácticas en la zona costera sufrió una avería en los motores y perdió el control de la nave antes de lograr aterrizar en la base aérea próxima de Miramar. El piloto fue ordenado que hiciera un aterrizaje forzoso en MCAS Miramar pero perdió el segundo motor en su intento a aterrizar. Los relatos de testigos reportaron que el jet volaba lentamente de oeste-este a baja altura y vertía combustible. El jet voló sobre University City High School y se estrelló en el área residencial justo al pasar por la escuela pero a dos millas de la pista de Miramar. El representante Duncan Hunter, el republicano clasificado del Comité de Servicios Armados de la Casa, reportó que los "motores fallaron, causando que el jet perdiera empuje" El piloto fue eyectado y fue encontrado suspendido de un árbol en un cañón cerca del sitio del accidente. El piloto fue trasladado a un hospital militar y estaba en condición estable con lesiones leves.
Todas las víctimas se encontraban en una de las viviendas destrozadas por el impacto del avión de combate y pertenecían a una misma familia de origen surcoreano, Young Mi Yoon, 37; su bebé de 15 meses de nacido, Grace Yoon; una recién nacida de 2 meses, Rachel; y su madre, Suk Im Kim, 60, que recientemente había llegado de Corea del Sur para ayudar a cuidar a su nieta recién nacida.